# Свети Неарх
Свети мученик Неарх је био јерменски мученик и светитељ из 3. века. Био је официр римске војске и пријатељ Полијевкта Мелитинског, којег је превео у хришћанску веру. Неарх је касније жив спаљен. 
Православна црква прославља светог Неарха 22. априла.

## Свети Неарх и Полијевкт
Житије Полијевкта и Неарха сачувано је у Меналогиону Симеона Метафраста. Неарх је био хришћанин, али Полијевкт није. Имали су снажну жељу да заједно задобију живот вечни. Полијевкт је због тога прешао из паганства у хришћанство. Са ревношћу преобраћеника напао је паганску поворку. Због тога је осуђен на смрт одсецањем главе. Непосредно пре него што је погубљен, рекао је своје последње речи Неарху: „Запамти наш тајни завет. Неарх је касније жив спаљен.